# Union européenne de futsal
Pour les articles homonymes, voir Union européenne (homonymie).
 (juillet 2022).
L'Union européenne de futsal (ou football en salle), plus connue sous son sigle UEFs est une association regroupant et représentant les fédérations nationales de futsal AMF d'Europe.
Fondée en 1988, l'UEFs a pour rôle de gérer et développer le futsal à l'échelon continental, sous l'égide de la FIFUSA et de son successeur l'AMF jusqu'à son expulsion en 2017.
Elle organise et administre les principales compétitions continentales, qu'elles soient dédiées aux sélections, comme le Championnat d'Europe, ou aux clubs, comme la Coupe des champions et la Coupe d'Europe UEFS.

## Histoire
L'Union européenne de futsal est fondée en 1988 à Madrid comme antenne européenne de la Fédération internationale de futsal (FIFUSA). Son siège est ensuite transféré à Moscou.
La première compétition organisée est le championnat d'Europe 1989 à Madrid. En 1991, l'UEFS organise le premier tournoi des équipes de club avec la Coupe des clubs champions, qui se déroule chaque année. La Coupe d'Europe UEFS suit à partir de 1995.
À la suite de la dissolution mise en sommeil de la FIFUSA, l'UEFs rejoint l'Association Mondiale de Futsal (AMF) en 1990.
En août 2017, en marge des championnats féminins d'Amérique du Sud, un comité exécutif extraordinaire de l’Association Mondiale de Futsal (AMF) décide de désaffilier de l’Union européenne de futsal (UEFs) au profit de la Fédération européenne de futsal (FEF) nouvellement fondée. Cette décision fait suite aux nombreux manquements aux règles et statuts de l’AMF ces dernières années, malgré plusieurs avertissement de sanctions possibles voire de radiation. Indiscipline chronique, et non applications des directives internationales font que l’UEFS perd toutes ses accréditations pour le développement du futsal authentique AMF en Europe.
Se retrouvant sans fédération internationale, l'UEFs retourne sous l'égide de la FIFUSA. Déjà partenaire pour le microfutsal, les deux entités se lance dans le futsal en Europe. Ainsi, ils co-organisent le 6e championnat du monde des clubs dès début novembre 2017.

## Liste des fédérations membres de l'UEFs
L'UEFs compte 27 fédérations affiliées mais, à travers l'histoire, plus de trente équipes nationales sont reconnues et participent à ses compétitions.
| Membres associés de l'UEFs situés sur le continent Europe jusqu'en 2017 |                                                                 |                                                |
| Pays membre                                                             | Nom association                                                 | Site Internet                                  |
| Abkhazie                                                                | Abkhazian Futsal Federation                                     |                                                |
| Arménie                                                                 | Armenian Futsal Federation                                      |                                                |
| Pays basque                                                             | Federación Vasca de Futbol Sala                                 |                                                |
| Biélorussie                                                             | Belarus Federation of Indoor Football                           | http://www.futsal-by.com/                      |
| Belgique                                                                | Association belge de football en salle (ABFS)                   | http://www.belgianfutsalfed.be/                |
| Bulgarie                                                                | Bulgarian Futsal League / БЪЛГАРСКА ЛИГА ФУТЗАЛ (BLFZ)          | http://www.blfz.eu/                            |
| Catalogne                                                               | Équipe de Catalogne de futsal (FCFS)                            | http://www.futsalcat.com/                      |
| République tchèque                                                      | Ceská federace sálového fotbalu-futsalu                         | http://www.futsal-salovyfotbal.com             |
| Danemark                                                                | Danish Federation                                               |                                                |
| Angleterre                                                              | England Federation                                              |                                                |
| France                                                                  | Fédération française de futsal - UNCFs                          | http://uncfs.org                               |
| Allemagne                                                               | Futsal Germany                                                  |                                                |
| Grèce                                                                   | Greece Federation                                               |                                                |
| Italie                                                                  | Fédération italienne de football en salle (FICS)                | http://www.federazioneitalianacalciodasala.it/ |
| Kazakhstan                                                              | Kazakhstani Federation                                          |                                                |
| Lettonie                                                                | Latvian Federation                                              |                                                |
| Luxembourg                                                              | Fédération nationale des clubs luxembourgeois de futsal (FNCLF) | http://www.fnclf.lu/                           |
| Norvège                                                                 | Indoor Football Scandinavia (IFS)                               | http://www.indoorfootball.net/                 |
| Portugal                                                                | Portugal Federation                                             |                                                |
| Russie                                                                  | Russian Futsal Federation (FFR)                                 | http://www.futsal-ffr.ru                       |
| Slovaquie                                                               | Futsal Slovakia                                                 | http://www.futsalslovakia.sk/2012/             |
| Ossétie du Sud                                                          | South Ossetian Futsal Federation                                |                                                |
| Ukraine                                                                 | Ukrainian Federation                                            |                                                |
| Membres associés de l'UEFs (hors Europe)                                |                                                                 |                                                |
| Australie                                                               | Australian Federation                                           | http://www.vikingsfutsal.com/                  |
| Israël                                                                  | Israel Federation                                               |                                                |
| Sainte-Hélène                                                           | Saint-Helena Federation                                         |                                                |

## Organisation interne

### Direction
La gouvernance de l'UEFs est assurée par un comité exécutif composé de dix membres. Le président du bureau en exercice depuis l'an 2000 est le Russe M. Valeriy Akhumyan.

### Comité exécutif
Le comité exécutif est l'organe de supervision de l'UEFs. Il se compose de dix membres, dont un président et quatre vice-présidents.
| Pays | Prénom Nom        |
| ---- | ----------------- |
|      | Valeriy Akhumyan  |
|      | Jose Zamora       |
|      | Milan Semmler     |
|      | Pierre Goyvaerts  |
|      | Alexander Osun    |
|      | Alexander Sokolov |

| Pays              | Prénom Nom             |
| ----------------- | ---------------------- |
|                   | Tristan Ortiz          |
|                   | Milan Semmler          |
|                   | Jordi Eduardo i Aubeso |
|                   | Kurt Hardtvedt         |
|                   | Pierre Goyvaerts       |
|                   | Alexander Sokolov      |
|                   | Anatoliy Skorbezh      |
|                   | Alexander Osun         |
|                   | Lachezar Palankov      |
| Flag Saint-Helena | Geoffrey Hugues        |

## Compétitions européennes de futsal
L'UEFs organise les Championnats d'Europe pour les équipes nationales de futsal et les Coupes d'Europe des clubs de futsal plusieurs années avant que l'UEFA n'organise ses propres compétitions. Elle organise les Championnats d'Europe UEFs (Eurofutsal) tous les deux ans depuis 1988 (Senior Homme, U21 Homme, Senior Femme), ainsi que les Coupes d'Europe des clubs pour différentes catégories de sexe et d'âge (Catégorie Vétéran, Senior et Jeune pour femmes et hommes).
L'UEFs organise aussi des épreuves ouvertes aux associations sympathisantes et situées hors du territoire géographique de l'Europe, comme la Coupe des Nations de Futsal.

### Championnats des Équipes Nationales
- Championnat d'Europe Hommes Seniors UEFS
- Championnat d'Europe Hommes U21 UEFS
- Championnat d'Europe Féminines UEFS

### Compétitions ouvertes aux Clubs de futsal des Associations membres
Ces compétitions sont organisées chaque année, selon le calendrier UEFs
- Coupe d'Europe des Champions UEFS
- Coupe d'Europe UEFS
- Coupe d'Europe des Vétérans UEFS
- Coupe d'Europe des Champions UEFS - femmes